# Liste der Gerichtsbezirke in der Valencianischen Gemeinschaft

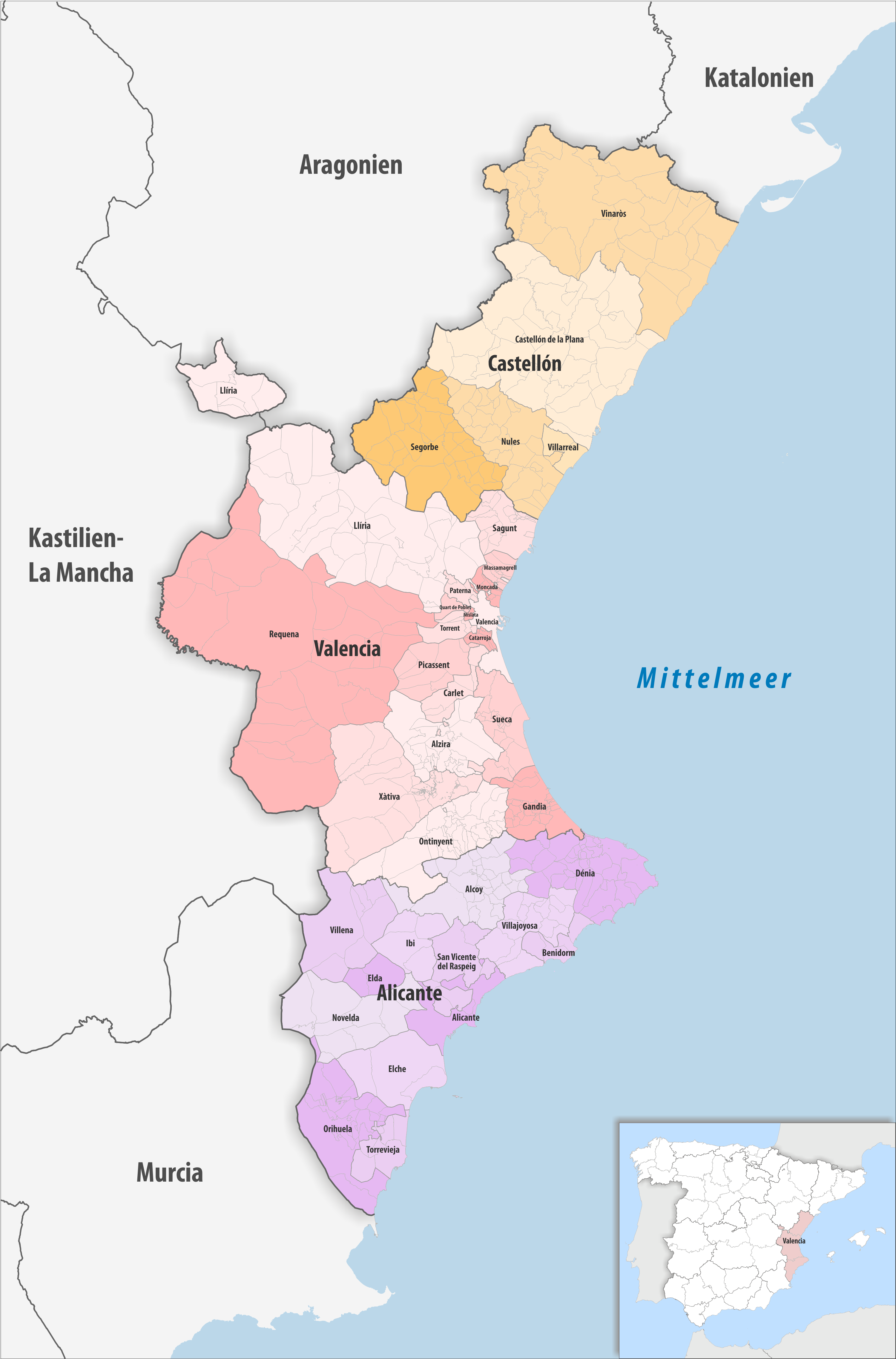
Gerichtsbezirke in der Valencianischen Gemeinschaft 2022

Dies sind die Gerichtsbezirke in der Valencianischen Gemeinschaft, Spanien.

## Provinz Alicante

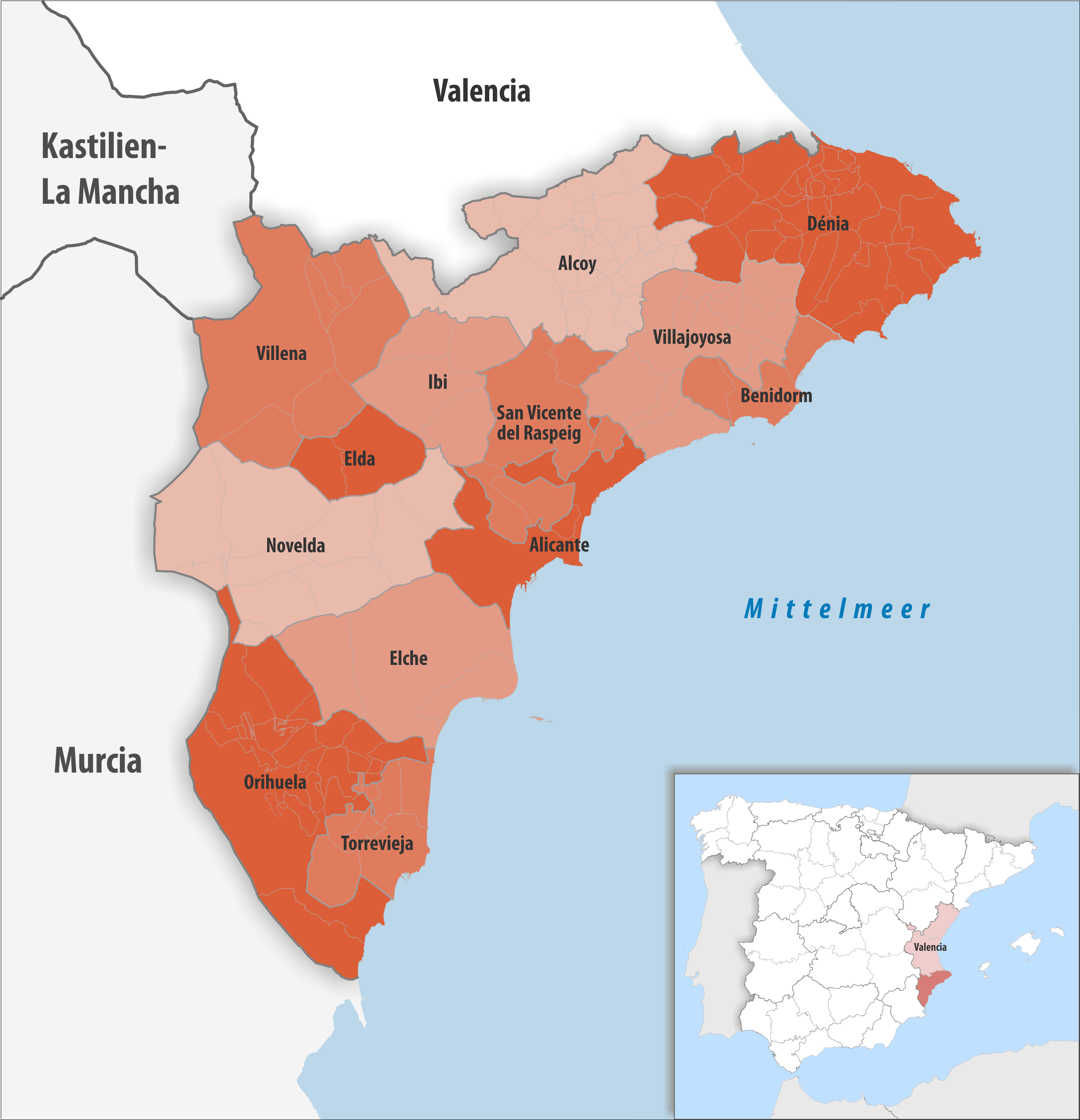
Gerichtsbezirke in der Provinz Alicante

| Gerichtsbezirk          | Gemeinden | Einwohner (2024) | Fläche km² | Dichte Einw./km² | Hauptquartier           |
| ----------------------- | --------- | ---------------- | ---------- | ---------------- | ----------------------- |
| Alcoy                   | 28        | 96.425           | 621,53     | 155              | Alcoy                   |
| Alicante                | 3         | 415.238          | 267,49     | 1.552            | Alicante                |
| Benidorm                | 4         | 128.138          | 134,68     | 951              | Benidorm                |
| Dénia                   | 33        | 195.133          | 758,76     | 257              | Dénia                   |
| Elche                   | 3         | 312.269          | 489,21     | 638              | Elche                   |
| Elda                    | 2         | 87.894           | 149,88     | 586              | Elda                    |
| Ibi                     | 4         | 45.594           | 295,91     | 154              | Ibi                     |
| Novelda                 | 10        | 91.447           | 714,64     | 128              | Novelda                 |
| Orihuela                | 21        | 244.023          | 749,59     | 326              | Orihuela                |
| San Vicente del Raspeig | 6         | 100.899          | 340,52     | 296              | San Vicente del Raspeig |
| Torrevieja              | 6         | 146.205          | 207,63     | 704              | Torrevieja              |
| Villajoyosa             | 14        | 74.679           | 443,86     | 168              | Villajoyosa             |
| Villena                 | 7         | 53.315           | 644,63     | 83               | Villena                 |
| Provinz Alicante        | 141       | 1.991.259        | 5.818,23   | 342              | Alicante                |

## Provinz Castellón

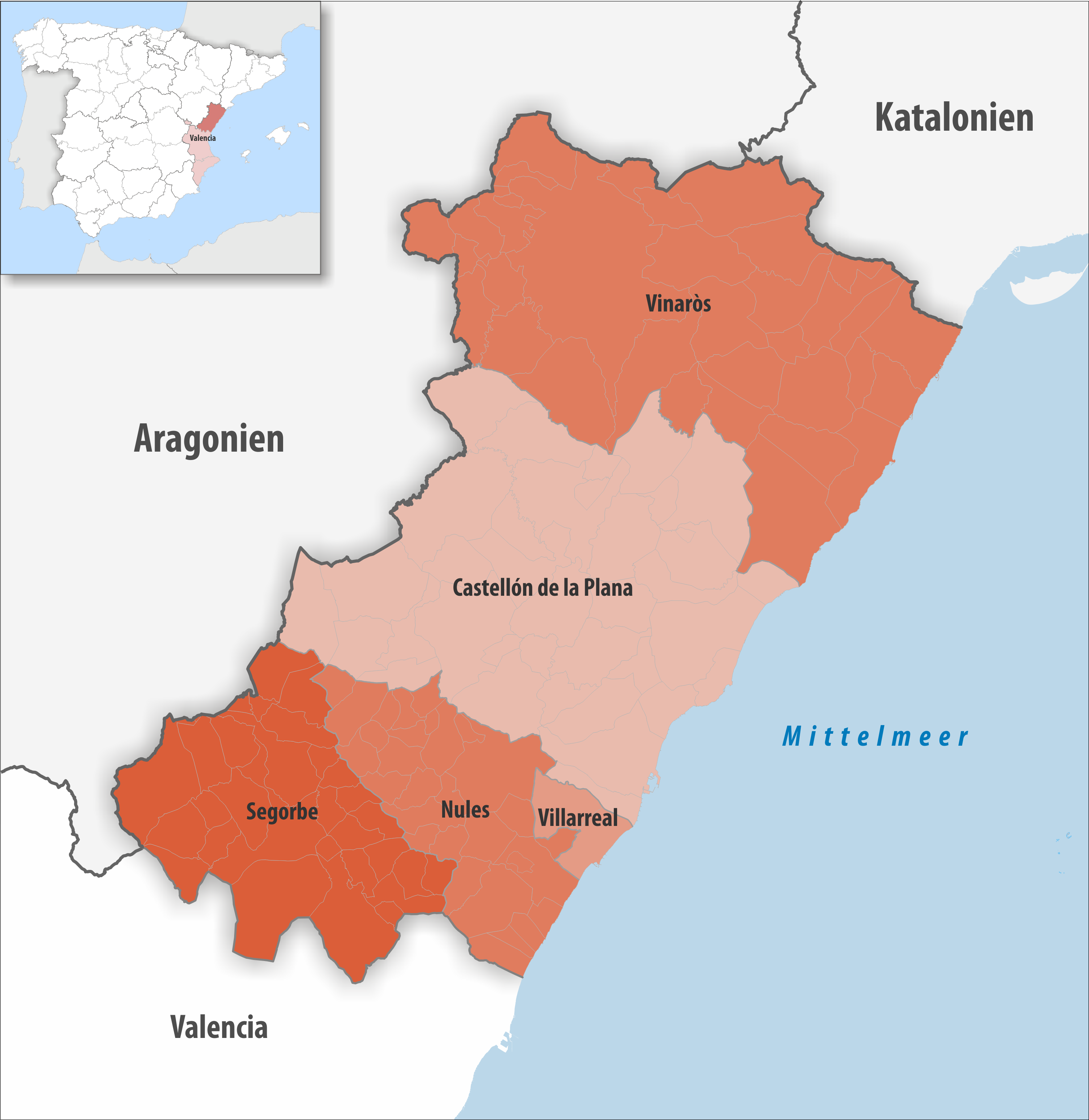
Gerichtsbezirke in der Provinz Castellón

| Gerichtsbezirk        | Gemeinden | Einwohner (2024) | Fläche km² | Dichte Einw./km² | Hauptquartier         |
| --------------------- | --------- | ---------------- | ---------- | ---------------- | --------------------- |
| Castellón de la Plana | 36        | 292.841          | 2.306,60   | 127              | Castellón de la Plana |
| Nules                 | 30        | 112.032          | 731,61     | 153              | Nules                 |
| Segorbe               | 33        | 27.484           | 1.105,07   | 25               | Segorbe               |
| Villarreal            | 2         | 89.432           | 101,89     | 878              | Villarreal            |
| Vinaròs               | 34        | 94.060           | 2.389,12   | 39               | Vinaròs               |
| Provinz Castellón     | 135       | 615.849          | 6.634,29   | 93               | Castellón de la Plana |

## Provinz Valencia

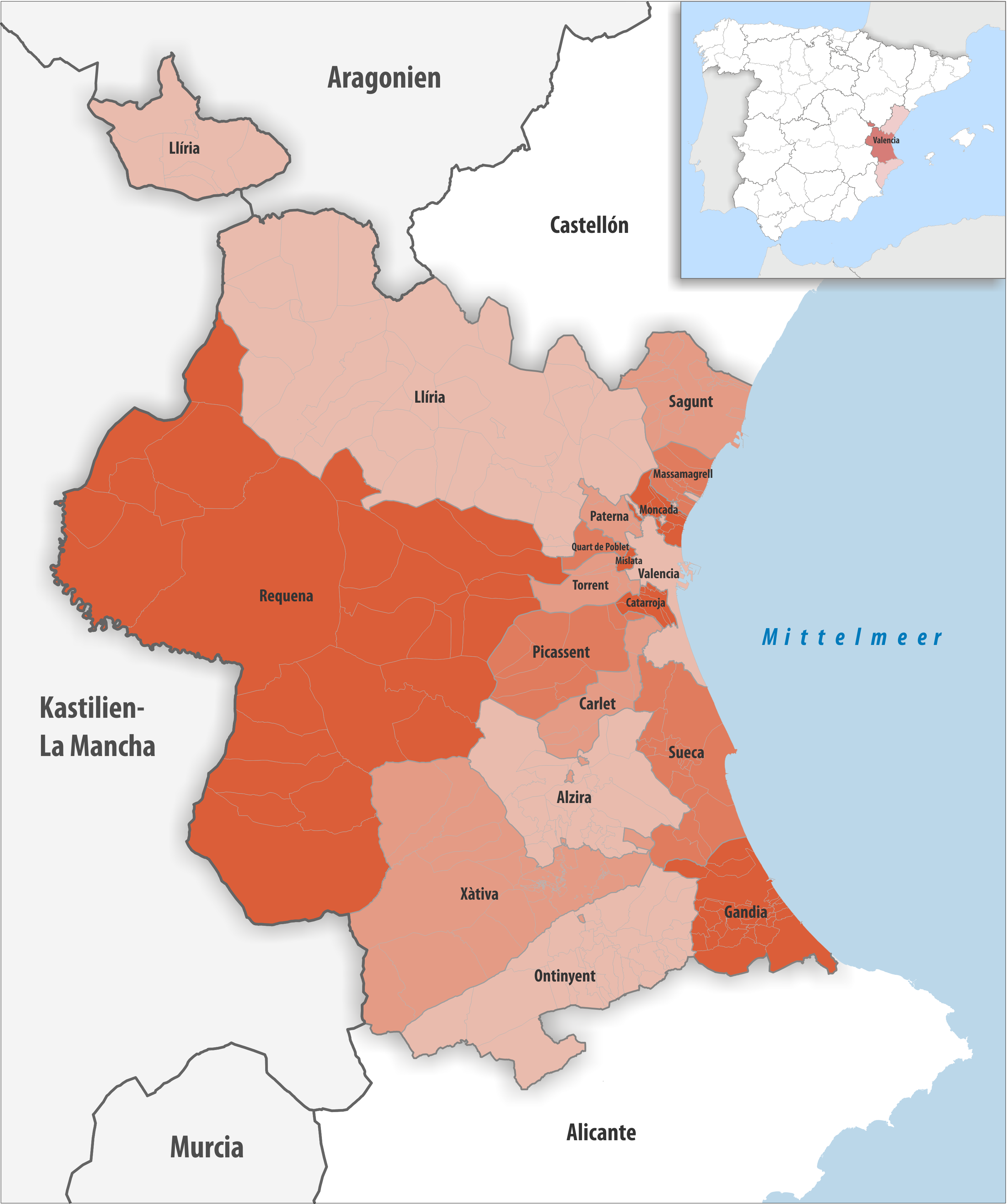
Gerichtsbezirke in der Provinz Valencia

| Gerichtsbezirk   | Gemeinden | Einwohner (2024) | Fläche km² | Dichte Einw./km² | Hauptquartier   |
| ---------------- | --------- | ---------------- | ---------- | ---------------- | --------------- |
| Alzira           | 23        | 144.070          | 556,54     | 259              | Alzira          |
| Carlet           | 7         | 87.102           | 161,81     | 538              | Carlet          |
| Catarroja        | 7         | 107.007          | 38,77      | 2.760            | Catarroja       |
| Gandia           | 28        | 160.588          | 322,56     | 498              | Gandia          |
| Llíria           | 41        | 191.078          | 2.590,38   | 74               | Llíria          |
| Massamagrell     | 8         | 80.478           | 78,24      | 1.029            | Massamagrell    |
| Mislata          | 2         | 77.898           | 7,16       | 10.880           | Mislata         |
| Moncada          | 12        | 108.207          | 50,36      | 2.149            | Moncada         |
| Ontinyent        | 34        | 88.848           | 722,21     | 123              | Ontinyent       |
| Paterna          | 4         | 139.523          | 56,43      | 2.472            | Paterna         |
| Picassent        | 9         | 58.440           | 305,31     | 191              | Picassent       |
| Quart de Poblet  | 2         | 58.577           | 39,34      | 1.489            | Quart de Poblet |
| Requena          | 27        | 103.050          | 3.865,20   | 27               | Requena         |
| Sagunt           | 16        | 99.848           | 273,01     | 366              | Sagunt          |
| Sueca            | 14        | 97.202           | 374,00     | 260              | Sueca           |
| Torrent          | 5         | 193.082          | 100,38     | 1.924            | Torrent         |
| Valencia         | 1         | 825.948          | 139,32     | 5.928            | Valencia        |
| Xàtiva           | 26        | 88.487           | 1.131,94   | 78               | Xàtiva          |
| Provinz Valencia | 266       | 2.709.433        | 10.812,96  | 251              | Valencia        |